# SEED なやみのタネ
『SEED なやみのタネ』は、NHK Eテレで2021年10月6日から断続的に放送されている、小学校5・6年生及び中学校向けの道徳番組、ドキュメンタリー番組である。

## 概要
『道徳ドキュメント』『オン マイ ウェイ（ON MY WAY）』の系譜を受け継ぐ、ドキュメンタリー形式の道徳教育番組。実在する人物のリアルな悩みを取り上げ、それに向き合う姿を通じて現代社会の課題を考えていく内容となっている。明確な解決的展開は描かれず、視聴者に解決方法を委ねる形で締められる。
2020年12月のテレビクラブの時期にパイロット版を1作放送。翌年の2021年10月より『オン マイ ウェイ（ON MY WAY）』に代わってレギュラー放送を開始しており、パイロット版のリピート放送に加え、月1回ペースで5作分が制作された。2021年は通年放送となり、さらに5作分が追加制作された。2022年度以降は『ココロ部!』との入れ替わり形式で下半期のみの放送とし、年度末に2 - 3作分追加制作される形になっている。
前述の前身番組群のようなナビゲーターや専属ナレーターは配置されておらず、その回で題材となる人物が自ら語り手となる形式が採られている。そのためレギュラー出演者はいない。
オープニングアニメーションは、映像製作チーム「Hurray!」が手掛けている。
NHKの各番組は2021年度から原則として番組終了時の「終」表記を取り止めているが、本番組は2020年度に作られたパイロット版との整合性を考慮してか、新作においても2022年2月（第5回）まで「終」表記が続けられていた。しかし同年3月の新作（第6回）以降は、他番組同様に「終」表記が廃止された。

## 放送時間
- パイロット版
  - 本放送：12月24日（木） 09:30 - 09:40
  - 再放送：12月31日（木） 16:45 - 16:55
- レギュラー放送
  - 2021年度（10月 - 翌年3月のみ放送）[2]
    - 本放送：水曜日 09:20 - 09:30
    - 再放送：木曜日 15:30 - 15:40

前述のように新作は月1回ペースとなるため、その間は本放送枠も最新回のリピートとなる。
2022年3月の通常放送は、当初9日に放送予定であった第6回の放送が延期されたためセレクション放送となった。延期分は同年3月23日の8:35 - 8:45（再放送は4月1日の10:05 - 10:15）に放送[3]。
  - 2022年度（通年）[4]
    - 金曜日 09:40 - 09:50

6月までは前年度までの回をリピート放送し、7月に新作を1本放送。8 - 10月はそれまでの回を再度リピート放送したのち、11月からは月1回ペースで新作を放送した。
  - 2023年度以降（10月 - 翌年3月のみ放送）[5][6]
    - 金曜日 09:30 - 09:40

2023年度は12月までは毎週更新の形式で第10回までリピート放送。翌年1月からは隔週更新に変更し、第11回のリピートに続いて新作を2本放送。当初の新作は3本を予定していたが、2024年3月8日分の新作がキャンセルされ、当日ならびに翌週はセレクション放送に変更された。
2024年度は12月までは毎週更新の形式で第11回までリピート放送。翌年1月からは隔週更新に変更し、第12,13回のリピートに続いて新作を3本放送（うち1本は事実上の総集編として、打越裕樹アナウンサーのナレーションにより、番組の制作方針や学校の授業での活用事例の紹介を行った）。
2025年度は2月までは毎週更新の形式で前年度までの全16回をリピート放送し、それに続いて隔週更新で新作を3本放送予定。

## 放送リスト
| 回 | 初回放送日     | サブタイトル                                                         |
| -- | -------------- | -------------------------------------------------------------------- |
| 1  | 2020年12月24日 | やっちゃんの悩み 〜お店、あけてもいいかな？〜                        |
| 2  | 2021年10月20日 | 千葉さんのなやみ 〜犯罪を犯した人たちを支援しているけど…〜           |
| 3  | 2021年11月17日 | 田中さんのなやみ 〜みんなが自分らしい服を着られたらいいのに〜        |
| 4  | 2022年01月12日 | 水戸部さんのなやみ 〜家族の幸せのために何ができるだろう？〜          |
| 5  | 2022年02月09日 | 都築さんのなやみ 〜実家の仕事か、自分の夢か〜                        |
| 6  | 2022年03月23日 | 関根さんのなやみ 〜ふるさとを大切にするってどういうこと？〜          |
| 7  | 2022年07月08日 | さくらさんのやなみ 〜みんなにとって良い学校にしたいけど…〜           |
| 8  | 2022年11月11日 | 柴田さんのなやみ 〜ごみ拾いの面白さが伝わらない〜                    |
| 9  | 2022年12月09日 | マリアナさんのなやみ 〜ルーツに関係なくみんなが仲良くするには？〜    |
| 10 | 2023年01月27日 | 木暮さんのなやみ 〜障害者ひとりひとりに目を向けてほしい〜            |
| 11 | 2023年02月24日 | スーザンさんのなやみ 〜犬やねこの命を大切にしない人がいる〜          |
| 12 | 2024年01月26日 | 岩田さんのなやみ 〜地域の人のつながりを作るには？〜                  |
| 13 | 2024年02月09日 | 森脇さんのなやみ 〜人間も動物も幸せに生きるにはどうすればいい？〜    |
| 14 | 2025年02月07日 | 中野さんのなやみ 〜地元を大切にするってどういうこと？〜              |
| 15 | 2025年02月21日 | 伊藤さんのなやみ 〜災害から命を守ることをみんなに考えてほしいけど…〜 |
| 16 | 2025年03月14日 | みんなのなやみ 〜"なやみのタネ"の育て方〜                            |
| 17 | 2026年02月13日 | （予定）                                                             |
| 18 | 2026年02月27日 | （予定）                                                             |
| 19 | 2026年03月13日 | （予定）                                                             |